# ناحیه هیلمن، میشیگان
ناحیه هیلمن (به انگلیسی: Hillman Township) یک منطقهٔ مسکونی در ایالات متحده آمریکا است که در شهرستان مونمورانسی، میشیگان واقع شده‌است.
 ناحیه هیلمن ۱۷۸٫۴ کیلومتر مربع مساحت و ۲٬۲۶۷ نفر جمعیت دارد و ۲۶۲ متر بالاتر از سطح دریا واقع شده‌است.